# جيمي سيسيرو
جيمي سيسيرو (بالإنجليزية: Jimmy Cicero)‏ هو مصارع محترف أمريكي، ولد في 2 يناير 1969 في نيويورك في الولايات المتحدة.

## روابط خارجية
- جيمي سيسيرو على موقع CageMatch worker (الإنجليزية)